# Defying Gravity (album)
Defying Gravity – szósty album studyjny amerykańskiego wirtuoza gitary Vinnie'ego Moore'a. Wydawnictwo ukazało się 10 lipca 2001 roku nakładem wytwórni muzycznej Shrapnel Records. Nagrania zostały zarejestrowane w VinMan Studios i Neverland Studios w Marin County w stanie Kalifornia.

## Lista utworów
Opracowano na podstawie materiału źródłowego.
1. "Defying Gravity" (Vinnie Moore) - 5:07
2. "Out and Beyond" (Vinnie Moore) - 6:47
3. "Last Road Home" (Vinnie Moore) - 4:28
4. "Alexander the Great" (Vinnie Moore) - 5:07
5. "The Voice Within" (Vinnie Moore) - 2:10
6. "If I Could" (Vinnie Moore) - 4:52
7. "House with a Thousand Rooms" (Vinnie Moore) - 5:26
8. "Awaken the Madman" (Vinnie Moore) - 6:25
9. "In the Blink of an Eye" (Vinnie Moore) - 5:32
10. "Equinox" (Vinnie Moore) - 3:52
11. "Emotion Overload" (Vinnie Moore) - 5:08
12. "Between Then and Now" (Vinnie Moore) - 1:36

## Twórcy
Opracowano na podstawie materiału źródłowego.

- Vinnie Moore – gitara, miksowanie, produkcja muzyczna
- David Rosenthal – instrumenty klawiszowe
- Steve Smith – perkusja
- Dave LaRue – gitara basowa
- Robert M. Biles – inżynieria dźwięku
- Paul Orofino – miksowanie
- R.B. Hunter – miksowanie
- Christopher Ash – mastering